# Psammagrostis
Psammagrostis és un gènere monotípic de plantes de la subfamília de les cloridòidies, família de les poàcies. La seva única espècie: Psammagrostis wiseana C.A.Gardner i C.I.Hubb., és originària de l'est d'Austràlia.
El nom del gènere deriva de les paraules gregues psammos (sorra) i Agrostis (un tipus d'herba).
Planta anual amb culms deumbents o postrats; 4-35 cm de llarg. Lígula amb una franja de pèls. Inflorescència composta de raïms, o que comprèn només unes poques espiguetes; terminal i axil·lar; de fulla caduca com un tot. Espates lanceolades; herbàcia. Peduncle que es va ampliar en l'àpex; desarticulat. Amb un únic raïm; unilateral; tenint 1 espigueta, o poques espiguetes fèrtils; tenint 1-3 espiguetes fèrtils en cadascuna. Raquis aplanat.